# کاراجاکایا (مرزیفون)
کاراجاکایا (به ترکی استانبولی: Karacakaya) یک منطقهٔ مسکونی در ترکیه است که در مرزیفون واقع شده‌است.